# 원처분주의
원처분주의란 원처분과 재결에 대하여 모두 소를 제기할 수 있으나 원처분의 위법은 원처분에 대한 항고소송에서 주장할 수 있고 재결에 대한 항고소송에서는 재결의 고유한 하자만을 주장할 수 있도록 하는 행정법상의 제도이다. 한국 행정소송법 제19조 단서는 '재결취소소송의 경우에는 재결 자체에 고유한 위법이 있음을 이유로 하는 경우에 한한다'고 하여 원처분주의를 취하고 있다.

## 같이 보기
- 재결주의
- 행정심판